# 克羅格島

克羅格島（英語：Krogh Island），是南極洲的島嶼，位於拉瓦錫島南部以西，屬於比斯科群島的一部分，南面是沃特金斯島，長9公里，現時由南極條約體系管理。